# Земская почта Кременчугского уезда
Зе́мская по́чта Кременчу́гского уе́зда — земская почта, организованная земской управой Кременчугского уезда Полтавской губернии. Земская почта Кременчугского уезда существовала с 1875 года. Выпускались собственные земские марки.

## История почты
Кременчугская уездная земская почта была открыта в 1875 году. Пересылка почтовых отправлений осуществлялась из уездного центра (города Кременчуга) в волостные правления уезда дважды в неделю.
Оплата доставки частных почтовых отправлений производилась земскими почтовыми марками номиналом 3 копейки.
С 1915 года доставка частных почтовых отправлений (кроме заказных почтовых отправлений, бандеролей и посылок) стала бесплатной.

## Выпуски марок
Используемые для оплаты частных почтовых отправлений марки имели номинал 3 копейки и печатались в типографии Полтавского губернского правления. На всех этих марках был изображён герб Кременчугского уезда.

## Гашение марок
Гашение марок осуществлялось чернилами (надписыванием даты и места приёма почтового отправления) и штемпелями.